# Poltys nigrinus
Poltys nigrinus är en spindelart som beskrevs av Saito 1933. Poltys nigrinus ingår i släktet Poltys och familjen hjulspindlar.
Artens utbredningsområde är Taiwan. Inga underarter finns listade i Catalogue of Life.